# Cierniczek północny
Cierniczek północny, cierniczek (Pungitius pungitius) – gatunek ryby z rodziny ciernikowatych (Gasterosteidae).

## Występowanie
Rejon półkuli północnej. W Polsce znaleziono w 1942 najbardziej ku południu wysunięte stanowisko tej ryby w Poznaniu, w niewielkim strumyku, będącym dopływem Warty. 
Zamieszkuje zbiorniki wodne o wodzie stojącej, zakola rzek, gdzie prąd rzeki jest znikomy, a także małe kanały (nawet ściekowe – nie za bardzo zanieczyszczone) o dnie mulistym. Do wód słonych wchodzi rzadko. Występuje przy brzegu i na płyciznach. Nie ma dużych wymagań co do jakości wody.

## Opis
Dorasta do 6 cm długości. Ciało wysmukłe, płytki kostne tylko u nasady płetwy ogonowej, na grzbiecie 7–12 kolców. Płetwa grzbietowa przesunięta silnie do tyłu.
Grzbiet szarobrązowy, boki jaśniejsze z metalicznym połyskiem, na grzbiecie i bokach ciemne poprzeczne smugi. W okresie tarła gardło i podbrzusze u samca stają się czarne.

## Hodowla w akwarium
Akwarium średnie, temperatura nie większa niż 22 °C, pokarm tylko żywy. Mają łagodniejsze usposobienie od ciernika, więc można trzymać w jednym akwarium kilka samczyków i samiczek.
Rozmnażanie tak jak u ciernika, można jednak pozostawić samczyka na kilkanaście dni z wylęgniętym narybkiem. Młode karmić jak najdrobniejszym planktonem.